# Sirkka Turkka
Sirkka Turkka (ur. 2 lutego 1939 w Helsinkach, zm. 23 października 2021) – fińska poetka i pisarka. Odznaczona Orderem Lwa Finlandii.

## Życiorys
Sirkka Turkka ukończyła Liceum Munkkiniemi w 1962, studiowała nauki humanistyczne Uniwersytecie Helsińskim, które ukończyła w 1967. W 1970 była stypendystką Ypäjä Horse Training School. Pracowała jako urzędnik oraz w szpitalach Aurora Hospital i Nikkilä Hospital. Od czasu wydania debiutanckiego tomu poezji Huone avaruudessa zajmuje ważne miejsce w literaturze fińskiej.  Zbiory poezji i wiersze zostały przetłumaczone na języki: angielski, hebrajski, holenderski,  polski, serbski i szwedzki.

## Nagrody
- 1980: Staatlicher finnischer Literaturpreis
- 1984: Staatlicher finnischer Literaturpreis
- 1987: Finlandia za Tule takaisin, pikku Sheba
- 1994: Tanssiva Karhu Preis za Sielun veli
- 1996: Order Lwa Finlandii
- 2000: Eino Leino Prize
- 2002: Tammen tunnustuspalkinto
- 2005: Aleksis-Kivi-Preis
- 2016: Tomas Tranströmerpriset

## Twórczość
- Huone avaruudessa (Pokój w przestrzeni) (1973)
- Valaan vatsassa (kertomus, 1975)
- Minä se olen (1976)
- Yö aukeaa kuin vilja (1978)
- Mies joka rakasti vaimoaan liikaa (1979)
- Kaunis hallitsija (1981)
- Vaikka on kesä (1983)
- Teokset 1973–1983 (1985)
- Tule takaisin, pikku Sheba (Wróć mała Sheba) (1986)
- Voiman ääni (1989)
- Sielun veli (1993)
- Nousevan auringon talo (1997)
- Tulin tumman metsän läpi (1999)
- Niin kovaa se tuuli löi (2004)
- Runot 1973–2004 (2005)

w języku polskim
- Śnieg z deszczem, tł. Andrzej Zawada, Kłodzko, Witryna Artystów, 1991[4]